# 2495 Noviomagum
2495 Noviomagum је астероид са средњом удаљеношћу од Сунца која износи 1,917 астрономских јединица (АЈ).
Апсолутна магнитуда астероида је 15,5.